# Unione Sportiva Olbia 1971-1972
Questa voce raccoglie le informazioni riguardanti l'Unione Sportiva Olbia nelle competizioni ufficiali della stagione 1971-1972.

## Rosa
| N. |                   | Ruolo | Calciatore           |
| -- | ----------------- | ----- | -------------------- |
|    | Italia (bandiera) | A     | Ermanno Beccati      |
|    | Italia (bandiera) | D     | Marino Bembo         |
|    | Italia (bandiera) | A     | Paolo Benesperi      |
|    | Italia (bandiera) | P     | Giuliano Bettella    |
|    | Italia (bandiera) | C     | Angelo Caocci        |
|    | Italia (bandiera) | C     | Roberto Ceccotti     |
|    | Italia (bandiera) | D     | Eliseo Croci         |
|    | Italia (bandiera) | P     | Fernando De Filippis |
|    | Italia (bandiera) | A     | Luigi Fiorani        |
|    | Italia (bandiera) | C     | Roberto Frenati      |
|    | Italia (bandiera) | A     | Salvatore Guspini    |

| N. |                   | Ruolo | Calciatore          |
| -- | ----------------- | ----- | ------------------- |
|    | Italia (bandiera) |       | Gavino Manueddu     |
|    | Italia (bandiera) | A     | Franco Marongiu     |
|    | Italia (bandiera) | D     | Walter Noccioli     |
|    | Italia (bandiera) | C     | Salvatore Nostrato  |
|    | Italia (bandiera) | D     | Tommaso Petta       |
|    | Italia (bandiera) | C     | Bruno Selleri       |
|    | Italia (bandiera) |       | Vincenzo Soldo      |
|    | Italia (bandiera) | C     | Marco Spano         |
|    | Italia (bandiera) | C     | Nicolido Spano      |
|    | Italia (bandiera) | C     | Alfredo Varchetta   |
|    | Italia (bandiera) | A     | Salvatore Varrucciu |